# Johannes Boßmann
Johannes Boßmann (* 21. September 1797 in Keppeln; † 4. August 1875) war ein deutscher katholischer Geistlicher und Weihbischof in Münster.

## Leben
Johannes Boßmann wurde am 23. Mai 1821 zum Priester im Erzbistum Köln geweiht. Bis 1823 war er Kaplan in Elmpt. Am 25. Juni 1858 wurde Boßmann zum Weihbischof in Münster und zum Titularbischof von Dioclea ernannt. Die Bischofsweihe empfing er am 25. Juli des Jahres durch den Münsteraner Bischof Johann Georg Müller. Boßmann starb am 4. August 1875.